# WASP-69 b
WASP-69 b est une exoplanète orbitant autour de l'étoile WASP-69 dans la constellation du Verseau , elle a été découverte en 2011. De l'hélium a été détecté s'échappant de l'atmosphère de cette exoplanète ce qui forme une queue autour de la planète. C'est la première exoplanète découverte dans cette configuration.